# Định lý đa thức
Trong toán học, định lý đa thức mô tả khai triển của lũy thừa của một tổng theo lũy thừa của từng số hạng trong tổng đó. Nó là tổng quát hóa của định lý nhị thức, mở rộng từ các nhị thức cho các đa thức.

## Định lý
Đối với một số nguyên dương m và một số nguyên không âm bất kỳ n, công thức định lý đa thức mô tả khai triển của tổng với m số hạng khi nâng lên một lũy thừa bất kỳ n:
{\displaystyle (x_{1}+x_{2}+\cdots +x_{m})^{n}=\sum _{k_{1}+k_{2}+\cdots +k_{m}=n;\ k_{1},k_{2},\cdots ,k_{m}\geq 0}{n \choose k_{1},k_{2},\ldots ,k_{m}}\prod _{t=1}^{m}x_{t}^{k_{t}}\,,}
trong đó
{\displaystyle {n \choose k_{1},k_{2},\ldots ,k_{m}}={\frac {n!}{k_{1}!\,k_{2}!\cdots k_{m}!}}}
được gọi là hệ số đa thức. Tổng được thực hiện trên tất cả các tổ hợp của các chỉ số nguyên không âm từ k1 đến km sao cho tổng của tất cả ki là n. Tức là, đối với mỗi số hạng của khai triển, các số mũ của xi phải cộng lại bằng n. Ngoài ra, tương tự với định lý nhị thức, các số có dạng x0 xuất hiện sẽ được lấy bằng 1 (ngay cả khi x bằng 0).
Trong trường hợp m = 2, mệnh đề này đơn giản thành định lý nhị thức.

### Ví dụ
Lũy thừa 3 của tam thức a + b + c được cho bởi
{\displaystyle (a+b+c)^{3}=a^{3}+b^{3}+c^{3}+3a^{2}b+3a^{2}c+3b^{2}a+3b^{2}c+3c^{2}a+3c^{2}b+6abc.}
Điều này có thể tính được bằng tay, sử dụng tính chất phân phối của phép nhân cho phép cộng, nhưng nó cũng có thể được thực hiện (và có thể dễ dàng hơn) với định lý đa thức. Có thể "tính nhẩm" các hệ số đa thức từ các số hạng nhờ công thức hệ số đa thức. Ví dụ, số hạng:
{\displaystyle a^{2}b^{0}c^{1}} có hệ số {\displaystyle {3 \choose 2,0,1}={\frac {3!}{2!\cdot 0!\cdot 1!}}={\frac {6}{2\cdot 1\cdot 1}}=3.}
{\displaystyle a^{1}b^{1}c^{1}} có hệ số {\displaystyle {3 \choose 1,1,1}={\frac {3!}{1!\cdot 1!\cdot 1!}}={\frac {6}{1\cdot 1\cdot 1}}=6.}

### Biểu thức khác
Biểu thức của định lý có thể được viết gọn hơn, sử dụng đa chỉ số:
{\displaystyle (x_{1}+\cdots +x_{m})^{n}=\sum _{|\alpha |=n}{n \choose \alpha }x^{\alpha }}
trong đó
{\displaystyle \alpha =(\alpha _{1},\alpha _{2},\dots ,\alpha _{m})}
và
{\displaystyle x^{\alpha }=x_{1}^{\alpha _{1}}x_{2}^{\alpha _{2}}\cdots x_{m}^{\alpha _{m}}}

### Chứng minh
Chứng minh sau đây của định lý đa thức sử dụng định lý nhị thức và quy nạp trên biến m.
Đầu tiên, với m = 1, hai vế đều bằng x1n do chỉ có một số hạng với k1 = n trong tổng. Đối với bước quy nạp, giả sử định lý đa thức đúng với m. Khi đó:
{\displaystyle {\begin{aligned}&(x_{1}+x_{2}+\cdots +x_{m}+x_{m+1})^{n}=(x_{1}+x_{2}+\cdots +(x_{m}+x_{m+1}))^{n}\\[6pt]={}&\sum _{k_{1}+k_{2}+\cdots +k_{m-1}+K=n}{n \choose k_{1},k_{2},\ldots ,k_{m-1},K}x_{1}^{k_{1}}x_{2}^{k_{2}}\cdots x_{m-1}^{k_{m-1}}(x_{m}+x_{m+1})^{K}\end{aligned}}}
bởi giả thiết quy nạp. Áp dụng định lý đa thức cho thừa số cuối,
{\displaystyle =\sum _{k_{1}+k_{2}+\cdots +k_{m-1}+K=n}{n \choose k_{1},k_{2},\ldots ,k_{m-1},K}x_{1}^{k_{1}}x_{2}^{k_{2}}\cdots x_{m-1}^{k_{m-1}}\sum _{k_{m}+k_{m+1}=K}{K \choose k_{m},k_{m+1}}x_{m}^{k_{m}}x_{m+1}^{k_{m+1}}}
{\displaystyle =\sum _{k_{1}+k_{2}+\cdots +k_{m-1}+k_{m}+k_{m+1}=n}{n \choose k_{1},k_{2},\ldots ,k_{m-1},k_{m},k_{m+1}}x_{1}^{k_{1}}x_{2}^{k_{2}}\cdots x_{m-1}^{k_{m-1}}x_{m}^{k_{m}}x_{m+1}^{k_{m+1}}}
từ đây hoàn thành quy nạp. Bước cuối cùng có được là do
{\displaystyle {n \choose k_{1},k_{2},\ldots ,k_{m-1},K}{K \choose k_{m},k_{m+1}}={n \choose k_{1},k_{2},\ldots ,k_{m-1},k_{m},k_{m+1}},}
có thể dễ dàng thấy được bằng cách viết ba hệ số trên với giai thừa như sau:
{\displaystyle {\frac {n!}{k_{1}!k_{2}!\cdots k_{m-1}!K!}}{\frac {K!}{k_{m}!k_{m+1}!}}={\frac {n!}{k_{1}!k_{2}!\cdots k_{m+1}!}}.}

## Hệ số đa thức
Các số
{\displaystyle {n \choose k_{1},k_{2},\ldots ,k_{m}}}
xuất hiện trong định lý được gọi là các hệ số đa thức. Chúng có thể được biểu diễn bằng nhiều cách, bao gồm một tích của các hệ số nhị thức hoặc giai thừa:
{\displaystyle {n \choose k_{1},k_{2},\ldots ,k_{m}}={\frac {n!}{k_{1}!\,k_{2}!\cdots k_{m}!}}={k_{1} \choose k_{1}}{k_{1}+k_{2} \choose k_{2}}\cdots {k_{1}+k_{2}+\cdots +k_{m} \choose k_{m}}}

### Số cách chọn theo một phân bố

Hệ số đa thức dưới dạng tích của các hệ số nhị thức, đếm số hoán vị của các chữ cái trong từ MISSISSIPPI.

Các hệ số đa thức có ý nghĩa toán học tổ hợp trực tiếp, là số cách để sắp xếp n vật thể phân biệt vào m ngăn phân biệt, với k1 vật trong ngăn thứ nhất, k2 vật trong ngăn thứ hai, và tiếp tục vậy đến km. Nó cũng là số các hoán vị của một chuỗi với độ dài gồm n ký tự và mỗi ký tự phân biệt thứ i tới m xuất hiện tới đúng ki lần.
Số các hoán vị được thiết lập bằng cách:
- Chọn k1 trong tổng số n vật để cho vào ngăn 1 (hay chọn k1 trong n vị trí trong chuỗi để điền vào ký tự thứ nhất). Có thể thực hiện điều này với {\displaystyle {\tbinom {n}{k_{1}}}} cách.
- Trong số n − k1 vật còn lại chọn k2 vật để cho vào ngăn 2. Số cách thực hiện là {\displaystyle {\tbinom {n-k_{1}}{k_{2}}}}.
- Trong số n − k1 − k2 vật còn lại chọn k3 vật cho vào ngăn 3. Tương tự, số cách thực hiện là {\displaystyle {\tbinom {n-k_{1}-k_{2}}{k_{3}}}}.

Nhân số cách chọn trong mỗi bước ta có được:
{\displaystyle {n \choose k_{1}}{n-k_{1} \choose k_{2}}{n-k_{1}-k_{2} \choose k_{3}}\cdots ={\frac {n!}{(n-k_{1})!k_{1}!}}\cdot {\frac {(n-k_{1})!}{(n-k_{1}-k_{2})!k_{2}!}}\cdot {\frac {(n-k_{1}-k_{2})!}{(n-k_{1}-k_{2}-k_{3})!k_{3}!}}\cdots .}
Sau khi khử và rút gọn ta có công thức trên.

### Tổng của tất cả hệ số đa thức
Thay các xi = 1 đối với mọi i vào định lý đa thức
{\displaystyle \sum _{k_{1}+k_{2}+\cdots +k_{m}=n}{n \choose k_{1},k_{2},\ldots ,k_{m}}x_{1}^{k_{1}}x_{2}^{k_{2}}\cdots x_{m}^{k_{m}}=(x_{1}+x_{2}+\cdots +x_{m})^{n}}
cho thấy ngay
{\displaystyle \sum _{k_{1}+k_{2}+\cdots +k_{m}=n}{n \choose k_{1},k_{2},\ldots ,k_{m}}=m^{n}.}
Đây cũng là tổng số các hoán vị của một chuỗi độ dài n, trong đó mỗi trong số m ký tự phân biệt có thể xuất hiện với số lần bất kỳ tới n.

### Số các hệ số đa thức
Số các số hạng trong một tổng đa thức, ký hiệu là #n,m, bằng số các đơn thức bậc n trên các biến x1, ..., xm:
{\displaystyle \#_{n,m}={n+m-1 \choose m-1}.}

### Tam giác Pascal tổng quát
Ta có thể sử dụng định lý đa thức để tổng quát hóa tam giác Pascal của hệ số nhị thức thành hình chóp Pascal (đối với tam thức) hay đơn hình Pascal (đối với đa thức). Điều này cho phép cách lập nhanh một bảng tra cứu cho các hệ số đa thức.